# Stokletter

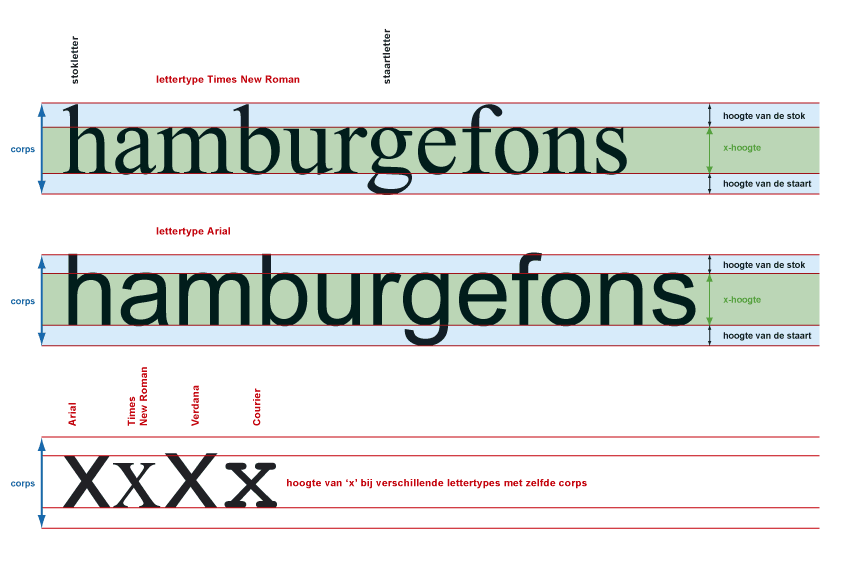
De h, b en f zijn stokletters.

Een stokletter is een letter waarvan een gedeelte boven de x-hoogte uitsteekt, omdat de letter x een van de letters is die zo'n hoogte heeft. Er zijn vele andere: a, c, e, i, m, n, o, r, s, u, v, w, x en z.
De letters b, d, f, h, k, l en t daarentegen hebben bij onverbonden schrift allemaal een stok: een naar boven uitstekend gedeelte. Dit geldt alleen voor de kleine letters. De overeenkomstige hoofdletters zijn niet hoger dan andere hoofdletters. Opvallend aan de stok van de t is dat deze bij de meeste lettertypes minder ver uitsteekt dan de andere stokletters.
De tegenhanger van stokletters zijn staartletters; soms wordt de term "staartletter" overigens voor beide typen gebruikt: zowel voor "stokletter" als voor "staartletter" in engere zin.
Bij het verbonden schrift hebben alleen de d, p, q en t een stok of staart. De andere lange letters hebben dan een lus. 
De IJslandse thorn þ is hier een bijzondere letter, omdat hij zowel een stokletter als staartletter is. In cursieve letters zijn er ook letters en ligaturen, die zowel naar boven als naar onder steken: f ff fj fl ffi ffl en de lange s. ſ  Ook deze letter is te vinden in vele ligaturen: ſſ ſi ſj ſl ſk en vele andere.